# Nati il 23 novembre
| Questa pagina contiene informazioni ricavate automaticamente dalle voci biografiche con l'ausilio del template Bio e di un bot. L'aggiornamento è periodico e automatico e ricostruisce completamente la pagina. Se manca una persona in questa lista, sei pregato di non aggiungerla, ma accertati piuttosto che la sua voce biografica contenga il template Bio e che i dati anagrafici siano correttamente compilati. Se il template Bio manca, inseriscilo tu stesso o, in alternativa, metti l'avviso {{tmp\|Bio}} che ne segnala la mancanza. Se i dati riportati sono sbagliati, correggi direttamente la voce biografica; le modifiche saranno visibili in questa lista entro pochi giorni. Per chiarimenti vedi il progetto biografie. La lista contiene solo le 1.079 persone che sono citate nell'enciclopedia e per le quali è stato implementato correttamente il template Bio. Pagina aggiornata al 9 ago 2025. |

## IX secolo(1)
- 872 - Alessandro, imperatore bizantino († 913)

## X secolo(1)
- 912 - Ottone I di Sassonia, sovrano tedesco († 973)

## XII secolo(1)
- 1112 - Guglielmo di Gloucester, conte († 1183)

## XIII secolo(1)
- 1221 - Alfonso X di Castiglia, sovrano e poeta spagnolo († 1284)

## XV secolo(4)
- 1417 - William FitzAlan, XVI conte di Arundel, nobile inglese († 1487)
- 1453 - Clarice Orsini, nobile italiana († 1488)
- 1483 - Mạc Thái Tổ, imperatore vietnamita († 1541)
- 1496 - Clément Marot, poeta francese († 1544)

## XVI secolo(8)
- 1505 - Ercole Gonzaga, cardinale italiano († 1563)
- 1508 - Francesco di Brunswick-Lüneburg, nobile tedesco († 1549)
- 1553 - Prospero Alpini, medico e botanico italiano († 1616)
- 1561 - Eleonora d'Este, nobile italiana († 1637)
- 1569 - Concino Concini, politico italiano († 1617)
- 1586 - Juan Bautista de Lezana, religioso e teologo spagnolo († 1659)
- 1589 - Giovanni Pietro Puricelli, presbitero e storico italiano († 1659)
- 1594 - Giacinto Gigli, storico italiano († 1671)

## XVII secolo(20)
- 1602 - Luigi Filippo del Palatinato-Simmern, nobile tedesco († 1655)
- 1608 - Johann Maximilian von Lamberg, nobile, diplomatico e politico austriaco († 1682)
- 1608 - Francisco Manuel de Melo, scrittore, politico e militare portoghese († 1666)
- 1609 - Sofia Eleonora di Sassonia († 1671)
- 1616 - John Wallis, presbitero e matematico inglese († 1703)
- 1617 - Paolo Casati, matematico, astronomo e teologo italiano († 1707)
- 1620 - Henry Spencer, I conte di Sunderland, militare inglese († 1643)
- 1632 - Jean Mabillon, monaco cristiano, diplomatista e teologo francese († 1707)
- 1641 - Anthonie Heinsius, politico olandese († 1720)
- 1643 - Eberhard von Danckelmann, politico tedesco († 1722)
- 1650 - Giuseppe Oriol, presbitero spagnolo († 1702)
- 1654 - Jan van Kessel il Giovane, pittore fiammingo († 1708)
- 1661 - Johann Joachim Schöpffer, giurista tedesco († 1719)
- 1662 - Thomas Edlinger II, liutaio tedesco († 1729)
- 1666 - Antonio Maria Borromeo, vescovo cattolico italiano († 1738)
- 1667 - Isaac de Moucheron, pittore, incisore e architetto olandese († 1744)
- 1669 - Cesare Antonio Vergara, numismatico italiano († 1716)
- 1674 - Pierre Du Mage, compositore e organista francese († 1751)
- 1687 - Jean-Baptiste Senaillé, violinista francese († 1730)
- 1697 - John Gill, teologo britannico († 1771)

## XVIII secolo(39)
- 1705 - Thomas Birch, storico e presbitero inglese († 1766)
- 1707 - Anna Orzelska, nobildonna polacca († 1769)
- 1710 - Paolo Maria Paciaudi, religioso, archeologo e bibliotecario italiano († 1785)
- 1714 - Pierre Gédéon de Nolivos, generale e politico francese († 1794)
- 1718 - Antoine Darquier de Pellepoix, astronomo francese († 1802)
- 1719 - Johann Gottlob Immanuel Breitkopf, tipografo e editore musicale tedesco († 1794)
- 1720 - Jean-André Lepaute, orologiaio francese († 1789)
- 1728 - Gennaro Clemente Francone, arcivescovo cattolico italiano († 1799)
- 1730 - William Moultrie, militare e politico statunitense († 1805)
- 1731 - Giangrisostomo Tovazzi, religioso, storico e bibliotecario italiano († 1806)
- 1743 - Théophile-Malo de La Tour d'Auvergne-Corret, militare e storico francese († 1800)
- 1747 - Sigmund Zois, mineralogista e letterato italiano († 1819)
- 1749 - Edward Rutledge, politico e militare statunitense († 1800)
- 1751 - George Waldegrave, IV conte Waldegrave, nobile e ufficiale inglese († 1789)
- 1753 - Mathieu Dumas, generale e storico francese († 1837)
- 1754 - Stanislao Poniatowski, nobile, politico e militare polacco († 1833)
- 1759 - George Villiers, politico inglese († 1827)
- 1760 - Christian Wilhelm Ahlwardt, filologo classico tedesco († 1830)
- 1760 - François-Noël Babeuf, rivoluzionario e giornalista francese († 1797)
- 1761 - Gabriel Barbou des Courières, generale francese († 1827)
- 1761 - Ignazio Clemente Delgado, vescovo cattolico e missionario spagnolo († 1838)
- 1763 - Hugues Duroy de Chaumareys, militare francese († 1841)
- 1764 - Louis Lemoine, generale francese († 1842)
- 1765 - Thomas Attwood, compositore e organista inglese († 1838)
- 1771 - Neri Corsini, diplomatico e politico italiano († 1845)
- 1772 - Augusto di Sassonia-Gotha-Altenburg, sovrano e scrittore († 1822)
- 1783 - Celestino Maria Cocle, arcivescovo cattolico italiano († 1857)
- 1784 - Giulietta Guicciardi, nobildonna austriaca († 1856)
- 1790 - Domenico III Orsini d'Aragona, XVII duca di Gravina, nobile e politico italiano († 1874)
- 1792 - Gioacchino Antonelli, vescovo cattolico italiano († 1859)
- 1792 - Václav Kliment Klicpera, scrittore e drammaturgo ceco († 1859)
- 1792 - Karl Heinrich Rau, economista tedesco († 1870)
- 1793 - Johann Dominik Mahlknecht, scultore austriaco († 1876)
- 1793 - Károly Markó il Vecchio, pittore ungherese († 1860)
- 1794 - Gaetano Arcieri, scrittore e poeta italiano († 1867)
- 1794 - Juan Cruz Varela, poeta, scrittore e drammaturgo argentino († 1839)
- 1798 - Klementyna Hoffmanowa, scrittrice polacca († 1845)
- 1798 - Franz Horny, pittore tedesco († 1824)
- 1800 - Michail Petrovič Pogodin, storico e giornalista russo († 1875)

## XIX secolo(169)
- 1801 - Philip Gore, IV conte di Arran, nobile e diplomatico irlandese († 1884)
- 1803 - Theodore Dwight Weld, attivista statunitense († 1895)
- 1804 - Franklin Pierce, politico e militare statunitense († 1869)
- 1805 - Mary Seacole, imprenditrice e infermiera giamaicana († 1881)
- 1810 - Lorenzo Valerio, politico italiano († 1865)
- 1815 - William Dennison, politico statunitense († 1882)
- 1818 - Nicolò Antinori, politico italiano († 1882)
- 1818 - Charles Colville, I visconte Colville di Culross, politico scozzese († 1903)
- 1818 - József Szlávy, politico ungherese († 1900)
- 1819 - Francesco Mastriani, scrittore italiano († 1891)
- 1819 - Benjamin Prentiss, militare, politico e generale statunitense († 1901)
- 1819 - Stefano Stampa, nobile e scrittore italiano († 1907)
- 1819 - Josiah Whitney, geologo statunitense († 1896)
- 1821 - Heinrich Hansen, pittore danese († 1890)
- 1821 - Charles Meryon, incisore, pittore e disegnatore francese († 1868)
- 1822 - Afanasij Afanas'evič Fet-Šenšin, poeta, traduttore e scrittore russo († 1892)
- 1822 - Edmund Taczanowski, militare, patriota e rivoluzionario polacco († 1879)
- 1823 - Joseph van Lerius, pittore belga († 1876)
- 1824 - Clemente Marchionna, militare e politico italiano († 1902)
- 1827 - Jean Baptiste Auguste Chauveau, fisiologo francese († 1917)
- 1827 - Karl Maksimovič, botanico russo († 1891)
- 1828 - Francesco Bruno, magistrato e politico italiano († 1914)
- 1828 - Lotten von Düben, fotografa svedese († 1915)
- 1829 - Giuseppe Mengoni, architetto e ingegnere italiano († 1877)
- 1830 - Caspar von Zumbusch, scultore e medaglista tedesco († 1915)
- 1832 - Pilade Bronzetti, patriota italiano († 1860)
- 1834 - James Thomson, poeta scozzese († 1882)
- 1837 - Johannes Diderik van der Waals, fisico e matematico olandese († 1923)
- 1838 - Giuseppe Gatti, archeologo, epigrafista e storico italiano († 1914)
- 1838 - Giorgio di Schwarzburg-Rudolstadt, sovrano e militare tedesco († 1890)
- 1838 - Stephanos Skouloudis, diplomatico, politico e banchiere greco († 1928)
- 1840 - Luigi Luciani, cardiologo e fisiologo italiano († 1919)
- 1840 - Pierre-Louis Vescoz, prete, giornalista e naturalista italiano († 1925)
- 1842 - Ferdinand Julian Egeberg, militare norvegese († 1921)
- 1843 - Louis Eysen, pittore e incisore tedesco († 1899)
- 1843 - Henry Clay Payne, politico statunitense († 1904)
- 1845 - Laura Battista, poetessa italiana († 1884)
- 1845 - Karl Begas, scultore tedesco († 1916)
- 1846 - Ferdinando Dal Verme, esploratore e ingegnere italiano († 1873)
- 1846 - Ernst von Schuch, direttore d'orchestra austriaco († 1914)
- 1847 - Géza Horváth, medico e entomologo ungherese († 1937)
- 1847 - Charles Renard, militare, ingegnere e inventore francese († 1905)
- 1849 - Hong Tianguifu, generale cinese († 1864)
- 1850 - Remigio Sabbadini, filologo e latinista italiano († 1934)
- 1851 - Camille Barrère, diplomatico francese († 1940)
- 1851 - Jonas Basanavičius, attivista, medico e politico lituano († 1927)
- 1852 - Giovanni Scarfì, scultore italiano († 1926)
- 1852 - Máximo Tajes, politico uruguaiano († 1912)
- 1853 - Giuseppina Bozzacchi, danzatrice italiana († 1870)
- 1853 - Leo Anton Carl de Ball, astronomo tedesco († 1916)
- 1855 - Kaspar Decurtins, sociologo, storiografo e politico svizzero († 1916)
- 1855 - Frank Fletcher, ammiraglio statunitense († 1928)
- 1856 - Augusto Ciuffelli, politico italiano († 1921)
- 1857 - Otto Harnack, storico della letteratura tedesco († 1914)
- 1858 - Raffaele Perla, magistrato e politico italiano († 1936)
- 1858 - Antonio Maria Roveggio, vescovo cattolico e missionario italiano († 1902)
- 1859 - Billy the Kid, pistolero e criminale statunitense († 1881)
- 1859 - Gennaro Rubino, anarchico italiano († 1918)
- 1860 - Hjalmar Branting, politico svedese († 1935)
- 1860 - Victor Fayod, micologo svizzero († 1900)
- 1860 - Francesco Sangiorgi, politico e avvocato italiano
- 1861 - Carlo Placci, scrittore italiano († 1941)
- 1862 - Théo van Rysselberghe, pittore belga († 1926)
- 1862 - Salvador Viniegra, pittore spagnolo († 1915)
- 1863 - Sem, illustratore e scrittore francese († 1934)
- 1863 - János Hadik, politico ungherese († 1933)
- 1864 - Maxime Laubeuf, militare e ingegnere francese († 1939)
- 1864 - Umberto Masotto, militare italiano († 1896)
- 1864 - Peter Chalmers Mitchell, zoologo scozzese († 1945)
- 1865 - George Brinton McClellan, politico e storico statunitense († 1940)
- 1867 - Mauro Jatta, batteriologo e chimico italiano († 1918)
- 1867 - Celso Ulpiani, medico, chimico e agronomo italiano († 1919)
- 1868 - Ettore Gabrici, archeologo e numismatico italiano († 1962)
- 1869 - Henri Borel, scrittore e giornalista olandese († 1933)
- 1869 - Valdemar Poulsen, ingegnere danese († 1942)
- 1870 - Štefan Banič, inventore slovacco († 1941)
- 1870 - Angelo Pugnani, militare e politico italiano († 1951)
- 1871 - Maurice Moscovitch, attore statunitense († 1940)
- 1871 - Giovanni Pulvirenti, vescovo cattolico italiano († 1933)
- 1872 - Dannie Heineman, ingegnere, imprenditore e filantropo statunitense († 1962)
- 1872 - Waldemar Steffen, altista, lunghista e triplista tedesco († 1965)
- 1874 - Ettore Boschi, militare e scrittore italiano († 1955)
- 1874 - Albert Capellani, regista francese († 1931)
- 1874 - Theodore Lyman, fisico statunitense († 1954)
- 1874 - Luigi Pernier, archeologo e funzionario italiano († 1937)
- 1875 - Anatolij Vasil'evič Lunačarskij, politico, scrittore e rivoluzionario russo († 1933)
- 1876 - Manuel de Falla, compositore spagnolo († 1946)
- 1876 - Else Jerusalem, scrittrice austriaca († 1943)
- 1878 - Cesare Giovara, politico e prefetto italiano († 1957)
- 1878 - Ernest King, ammiraglio statunitense († 1956)
- 1878 - Holcombe Ward, tennista statunitense († 1967)
- 1879 - Lanier Bartlett, sceneggiatore e scrittore statunitense († 1961)
- 1879 - Jean Forestier, calciatore svizzero († 1957)
- 1879 - Giulio Augusto Levi, italianista e critico letterario italiano († 1951)
- 1879 - Joseph Ryan, canottiere statunitense († 1972)
- 1880 - Frank Barnwell, ingegnere e aviatore britannico († 1938)
- 1880 - Henri Fescourt, regista francese († 1966)
- 1880 - Giuseppe Mormino, prefetto e politico italiano († 1955)
- 1881 - Edward Atkinson, chirurgo e esploratore britannico († 1929)
- 1882 - Fernand Augereau, ciclista su strada francese († 1958)
- 1882 - Edward John Galvin, missionario e vescovo cattolico irlandese († 1956)
- 1882 - Henry Morshead, esploratore e alpinista britannico († 1931)
- 1882 - Mario Nicola, calciatore, mezzofondista e giornalista italiano († 1936)
- 1882 - Eusebio Petetti, architetto italiano († 1957)
- 1882 - John Rabe, imprenditore tedesco († 1950)
- 1883 - José Clemente Orozco, pittore messicano († 1949)
- 1883 - Oswald Tower, dirigente sportivo statunitense († 1968)
- 1884 - Guy Bolton, librettista e scrittore inglese († 1979)
- 1884 - Walther Kranz, filologo classico e storico della filosofia tedesco († 1960)
- 1884 - Giuseppe Polvara, presbitero, architetto e pittore italiano († 1950)
- 1885 - Camillo Parisini, calciatore italiano
- 1886 - Thomas Lot Mason, calciatore britannico († 1954)
- 1886 - Alessandro Mountbatten, nobile († 1960)
- 1887 - Vincentas Borisevičius, vescovo cattolico lituano († 1946)
- 1887 - Hobart Henley, regista, attore e produttore cinematografico statunitense († 1964)
- 1887 - Boris Karloff, attore britannico († 1969)
- 1887 - Douglas Kertland, canottiere canadese († 1982)
- 1887 - Andreas Knudsen, velista e canottiere norvegese († 1982)
- 1887 - Emil Magnusson, discobolo svedese († 1933)
- 1887 - Luigi Montesanto, baritono italiano († 1954)
- 1887 - Henry Moseley, fisico britannico († 1915)
- 1888 - Nana Bryant, attrice statunitense († 1955)
- 1888 - Brenno Del Giudice, canottiere e architetto italiano († 1957)
- 1888 - Scipione Del Giudice, canottiere italiano († 1950)
- 1888 - Harpo Marx, comico e attore statunitense († 1964)
- 1889 - Salvador Díaz Iraola, allenatore di calcio spagnolo
- 1889 - Otto Korfes, generale tedesco († 1964)
- 1889 - Alexander Patch, generale statunitense († 1945)
- 1890 - Wray Bartlett Physioc, regista e sceneggiatore statunitense († 1933)
- 1890 - Girolamo Comi, poeta italiano († 1968)
- 1890 - El Lissitzky, pittore, fotografo e tipografo russo († 1941)
- 1890 - Antonio Meneghetti, militare e compositore italiano († 1973)
- 1891 - Antonino Lombardo, mafioso italiano († 1928)
- 1891 - Aleksandr Michajlovič Rodčenko, pittore e fotografo russo († 1956)
- 1891 - Otto Thiel, calciatore tedesco († 1915)
- 1892 - Jerzy Bardziński, militare e bobbista polacco († 1933)
- 1892 - Georg Brustad, ginnasta norvegese († 1932)
- 1892 - Ettore Carozzo, editore e antifascista italiano († 1951)
- 1892 - Immirù Hailé Selassié, militare e diplomatico etiope († 1980)
- 1892 - Ture Persson, velocista svedese († 1956)
- 1892 - Romain de Tirtoff, pittore, scultore e costumista russo († 1990)
- 1892 - Mieczysław Wiśniewski, calciatore polacco († 1952)
- 1892 - Antonio Zieger, letterato e storico italiano († 1984)
- 1893 - Emerico Biach, nuotatore italiano († 1972)
- 1893 - Henri Collé, ciclista su strada svizzero († 1976)
- 1893 - André Poullain, calciatore francese († 1954)
- 1893 - Willie "The Lion" Smith, pianista statunitense († 1973)
- 1895 - Stephen Roberts, regista e sceneggiatore statunitense († 1936)
- 1896 - Ruth Etting, cantante e attrice statunitense († 1978)
- 1896 - Massimo Fink, bobbista italiano († 1956)
- 1896 - Antonio Gorini, militare e calciatore italiano († 1918)
- 1896 - Klement Gottwald, politico cecoslovacco († 1953)
- 1896 - Vіktor Stepanovyč Kosenko, compositore, pianista e docente russo († 1938)
- 1896 - Venere Pizzinato, supercentenaria italiana († 2011)
- 1896 - Hal Haig Prieste, atleta statunitense († 2001)
- 1897 - Karl Gebhardt, generale, medico e criminale di guerra tedesco († 1948)
- 1897 - Mario Marina, politico italiano († 1964)
- 1898 - Dezső Ernster, basso ungherese († 1981)
- 1898 - Bess Flowers, attrice statunitense († 1984)
- 1898 - Rachel Fuller Brown, chimica e biochimica statunitense († 1980)
- 1898 - Fritz Lange, politico tedesco († 1981)
- 1898 - Rodion Jakovlevič Malinovskij, generale e politico sovietico († 1967)
- 1898 - Jorge Vieira, calciatore portoghese († 1986)
- 1899 - Béla Balassa, calciatore ungherese
- 1899 - Mestre Bimba, artista marziale brasiliano († 1974)
- 1899 - Marcel Dalio, attore francese († 1983)
- 1899 - Mario Orazio Perelli, anarchico e partigiano italiano († 1981)
- 1900 - Cesare Alberti, calciatore italiano († 1932)
- 1900 - Frederic Chapin Lane, storico statunitense († 1984)

## XX secolo(812)
- 1901 - Louis Clarke, velocista statunitense († 1977)
- 1901 - Marieluise Fleißer, commediografa tedesca († 1974)
- 1901 - Alfred Byrd Graf, botanico e scrittore tedesco († 2001)
- 1901 - Giacomo Schirò, militare italiano († 1920)
- 1902 - Victor Jory, attore canadese († 1982)
- 1903 - Cornelia Bouman, tennista olandese († 1998)
- 1903 - Carlo Cocchia, architetto, urbanista e pittore italiano († 1993)
- 1903 - Guglielmo Cudicini, calciatore italiano († 2007)
- 1903 - Raffaele D'Aquino, allenatore di calcio e calciatore italiano († 1976)
- 1903 - Juan Jover, pilota automobilistico spagnolo († 1960)
- 1903 - Luigi Viviani, ingegnere e militare italiano († 1943)
- 1904 - Achille Cajafa, avvocato italiano († 1959)
- 1904 - Ethlyne Clair, attrice statunitense († 1996)
- 1904 - Ludwig Rellstab, scacchista tedesco († 1983)
- 1904 - Aleksandr Ivanovič Vvedenskij, poeta e drammaturgo russo († 1941)
- 1905 - Willy Bocola, aviatore e militare italiano († 1936)
- 1905 - Gwendoline Neligan, schermitrice britannica († 1972)
- 1905 - Carlos Torre Repetto, scacchista messicano († 1978)
- 1906 - Ottorino Casanova, calciatore italiano († 1986)
- 1906 - Theodorus Kok, compositore di scacchi olandese († 1999)
- 1906 - Betti Alver, scrittrice estone († 1989)
- 1907 - Olga Alkalaj, avvocata e partigiana jugoslava († 1942)
- 1907 - Julius Albert Krug, politico statunitense († 1970)
- 1907 - Lars Leksell, medico svedese († 1986)
- 1907 - Nobuaki Maeda, giocatore di go giapponese († 1975)
- 1907 - Luigi Tommasi, calciatore italiano († 1984)
- 1908 - Arthur Mooring, militare inglese († 1969)
- 1908 - Nelson S. Bond, scrittore, autore di fantascienza e sceneggiatore statunitense († 2006)
- 1908 - Renato Tosatti, giornalista italiano († 1949)
- 1909 - Leonida Barboni, direttore della fotografia italiano († 1970)
- 1909 - Giuseppe Baylon, militare e aviatore italiano († 2005)
- 1909 - Jean Jadot, arcivescovo cattolico belga († 2009)
- 1909 - Werner Kloos, storico dell'arte e scrittore tedesco († 1990)
- 1909 - René Schick Gutiérrez, politico nicaraguense († 1966)
- 1909 - Paul Tobin, cestista statunitense († 2003)
- 1910 - Anna Bonomi Bolchini, imprenditrice e filantropa italiana († 2003)
- 1910 - Aldo Montano, schermidore italiano († 1996)
- 1910 - Runt Pullins, cestista statunitense († 1985)
- 1910 - Bruno Ricci, calciatore italiano
- 1911 - Paavo Berg, militare e aviatore finlandese († 1941)
- 1911 - Ray Patterson, animatore e regista statunitense († 2001)
- 1912 - Tyree Glenn, trombonista e vibrafonista statunitense († 1974)
- 1912 - Renato Gomez de Ayala, militare italiano († 1938)
- 1912 - Jean Hengen, arcivescovo cattolico lussemburghese († 2005)
- 1912 - Luigi Mariotti, politico italiano († 2004)
- 1912 - Nam Sung-yong, maratoneta sudcoreano († 2001)
- 1913 - Karl Durspekt, allenatore di calcio e calciatore austriaco († 1978)
- 1913 - Christian Kautz, pilota automobilistico svizzero († 1948)
- 1914 - Vera Carmi, attrice italiana († 1969)
- 1914 - Gaspare Cozzi, calciatore italiano
- 1914 - Ellen Drew, attrice statunitense († 2003)
- 1914 - Arturo Ferrara, imprenditore e inventore italiano († 2009)
- 1914 - Charles H. MacDonald, militare e aviatore statunitense († 2002)
- 1914 - Bruno Pasquini, ciclista su strada italiano († 1995)
- 1914 - Wilson Tucker, scrittore statunitense († 2006)
- 1915 - John Dehner, attore statunitense († 1992)
- 1915 - Julio César Méndez Montenegro, politico guatemalteco († 1996)
- 1915 - Sante Patussi, militare italiano († 1941)
- 1915 - Luis Valenzuela González, allenatore di pallacanestro cileno († 2007)
- 1916 - Albert Bourlon, ciclista su strada francese († 2013)
- 1916 - Michael Gough, attore britannico († 2011)
- 1916 - Manfredi Mazzocca, partigiano italiano († 1945)
- 1916 - Karl Roßmann, militare tedesco († 2002)
- 1916 - Delos Thurber, altista statunitense († 1987)
- 1917 - Enzo Bellini, calciatore e allenatore di calcio italiano († 2001)
- 1917 - Aglauco Casadio, giornalista, letterato e regista italiano († 2006)
- 1917 - Elizabeth Scott, matematica statunitense († 1988)
- 1917 - Ignatius Jerome Strecker, arcivescovo cattolico statunitense († 2003)
- 1918 - Joyce Ackroyd, traduttrice e scrittrice australiana († 1991)
- 1918 - Pacifico Calandrone, politico italiano († 1994)
- 1918 - Giuseppe Colasanto, politico italiano († 1991)
- 1918 - Giuseppe Rovelli, atleta italiano († 2015)
- 1919 - Luigi Bonizzoni, calciatore e allenatore di calcio italiano († 2012)
- 1919 - Jean Tourane, regista francese († 1986)
- 1919 - Peter Gennaro, coreografo e ballerino statunitense († 2000)
- 1919 - Aleksandrs Haldejevs, calciatore lettone († 1942)
- 1919 - Caterina Lescano, cantante ungherese († 1965)
- 1919 - Jimmy Logie, calciatore e allenatore di calcio scozzese († 1984)
- 1919 - Silvano Pipan, calciatore italiano
- 1919 - Peter Frederick Strawson, filosofo inglese († 2006)
- 1920 - Paul Celan, poeta rumeno († 1970)
- 1920 - Enrico De Angelis, cantante e imprenditore italiano († 2018)
- 1921 - Fred Buscaglione, cantautore, polistrumentista e attore italiano († 1960)
- 1921 - Franco Fumagalli, politico e dirigente d'azienda italiano († 2024)
- 1921 - Otomar Krejča, attore teatrale e regista teatrale ceco († 2009)
- 1921 - Earl Shannon, cestista statunitense († 2002)
- 1921 - Sándor Szűcs, calciatore ungherese († 1951)
- 1921 - Mamie Till, educatrice e attivista statunitense († 2003)
- 1922 - Franco Balducci, attore italiano († 2001)
- 1922 - Manuel Fraga Iribarne, politico spagnolo († 2012)
- 1922 - Joan Fuster, scrittore spagnolo († 1992)
- 1922 - Inge Landgut, attrice tedesca († 1986)
- 1922 - Guido Lauri, danzatore e coreografo italiano († 2019)
- 1922 - István Turbéky, calciatore ungherese († 1996)
- 1922 - Võ Văn Kiệt, politico vietnamita († 2008)
- 1923 - Veniero Accreman, avvocato, politico e saggista italiano († 2016)
- 1923 - Mario De Nigris, partigiano italiano († 2017)
- 1923 - Nadia Gray, attrice romena († 1994)
- 1923 - Alan Martin, calciatore inglese († 2005)
- 1923 - Ruggiero Romano, storico italiano († 2002)
- 1923 - Kurt Symanzik, fisico tedesco († 1983)
- 1923 - André Versini, attore e sceneggiatore francese († 1966)
- 1923 - Gloria Whelan, scrittrice e poetessa statunitense
- 1924 - Alfredo Giuliani, poeta, critico letterario e scrittore italiano († 2007)
- 1924 - Enrico Pirovano, calciatore italiano
- 1924 - Paula Raymond, attrice statunitense († 2003)
- 1924 - Paul Richards, attore statunitense († 1974)
- 1924 - Anna Maria Rimoaldi, regista e sceneggiatrice italiana († 2007)
- 1924 - André Rosseel, ciclista su strada belga († 1965)
- 1925 - Franca Baratti, pittrice italiana († 2018)
- 1925 - José Napoleón Duarte, politico salvadoregno († 1990)
- 1925 - Johnny Mandel, compositore e arrangiatore statunitense († 2020)
- 1925 - Axel Pilmark, calciatore danese († 2009)
- 1925 - Francesco Randon, calciatore italiano († 2015)
- 1925 - Paul Rundell, cestista e allenatore di pallacanestro statunitense († 2005)
- 1926 - R. L. Burnside, chitarrista e cantante statunitense († 2005)
- 1926 - Rafi Eitan, agente segreto, funzionario e politico israeliano († 2019)
- 1926 - Christopher Logue, poeta inglese († 2011)
- 1926 - Carlo Revelli, bibliotecario, archivista e paleografo italiano († 2020)
- 1926 - Sathya Sai Baba, predicatore indiano († 2011)
- 1927 - Angelo Cordara, politico italiano († 2005)
- 1927 - Guy Davenport, scrittore, illustratore e docente statunitense († 2005)
- 1927 - Jiří Hejský, calciatore cecoslovacco († 1998)
- 1927 - Sybil Jason, attrice sudafricana († 2011)
- 1927 - Angelo Sodano, cardinale e arcivescovo cattolico italiano († 2022)
- 1927 - Paskal Sotirovski, astrofisico macedone († 2003)
- 1928 - Jerry Bock, compositore e poeta statunitense († 2010)
- 1928 - Karl Bormann, storico della filosofia, filologo classico e docente tedesco († 2015)
- 1928 - Claudio Cesa, filosofo italiano († 2014)
- 1928 - Pierre Étaix, comico, attore e regista francese († 2016)
- 1928 - Romolo Ferri, pilota motociclistico italiano († 2015)
- 1928 - Leo Fong, attore cinese († 2022)
- 1928 - Gene Kiniski, giocatore di football americano e wrestler canadese († 2010)
- 1928 - Angelo Mancuso, politico italiano
- 1928 - Clemente Mejía, nuotatore messicano († 1978)
- 1928 - Guy Molinari, politico statunitense († 2018)
- 1929 - Manfred M. Junius, musicista e compositore tedesco († 2004)
- 1929 - Gloria Lynne, cantante statunitense († 2013)
- 1929 - Kirby Minter, cestista statunitense († 2009)
- 1929 - Bruce Petty, fumettista, scultore e regista australiano († 2023)
- 1929 - Mario Poltronieri, giornalista, telecronista sportivo e pilota automobilistico italiano († 2017)
- 1929 - Vigen, attore e cantante iraniano († 2003)
- 1929 - Skip Wolters, pallanuotista singaporiano († 2003)
- 1930 - Bill Brock, politico statunitense († 2021)
- 1930 - Gian Paolo Cresci, giornalista italiano († 1999)
- 1930 - Christa Deeleman-Reinhold, aracnologa olandese († 2025)
- 1930 - Robert Easton, attore statunitense († 2011)
- 1930 - Herberto Hélder, poeta portoghese († 2015)
- 1930 - Dick Kazmaier, giocatore di football americano statunitense († 2013)
- 1930 - Zdzisław Skrzeczkowski, cestista polacco († 2024)
- 1931 - Ivo Brancaleoni, calciatore italiano († 2014)
- 1931 - Betty Brey, nuotatrice statunitense († 2015)
- 1931 - Allen Gilchrist, ex nuotatore canadese
- 1931 - Joel Antônio Martins, calciatore brasiliano († 2003)
- 1931 - Tosiwo Nakayama, politico micronesiano († 2007)
- 1931 - Hans Neuschäfer, calciatore tedesco († 2020)
- 1931 - Tony Bruni, cantante e attore teatrale italiano († 2009)
- 1931 - Karin Stoltenberg, politica e biologa norvegese († 2012)
- 1932 - Solange Berry, cantante belga († 2018)
- 1932 - Michel David Weill, banchiere francese († 2022)
- 1932 - Leon Gregory, ex velocista australiano
- 1932 - Renato Raffaele Martino, cardinale e arcivescovo cattolico italiano († 2024)
- 1932 - Kunie Tanaka, attore giapponese († 2021)
- 1932 - Bruno Visintin, pugile italiano († 2015)
- 1933 - Giuliana Berlinguer, regista, sceneggiatrice e scrittrice italiana († 2014)
- 1933 - Gordon Bradley, allenatore di calcio e calciatore inglese († 2008)
- 1933 - Daniel Chavarría, scrittore e rivoluzionario uruguaiano († 2018)
- 1933 - Seydou Diarra, politico ivoriano († 2020)
- 1933 - Peter Elias, informatico statunitense († 2001)
- 1933 - Frank James Low, fisico statunitense († 2009)
- 1933 - Ercole Lupinacci, vescovo cattolico italiano († 2016)
- 1933 - Jerry Mullen, cestista statunitense († 1979)
- 1933 - Krzysztof Penderecki, compositore e direttore d'orchestra polacco († 2020)
- 1933 - Ali Shariati, sociologo, saggista e filosofo iraniano († 1977)
- 1934 - Rita R. Colwell, microbiologa e funzionaria statunitense
- 1934 - Lew Hoad, tennista australiano († 1994)
- 1934 - Mario Lunetta, scrittore italiano († 2017)
- 1934 - Michael Wayne, produttore cinematografico e attore statunitense († 2003)
- 1934 - Franco Oneta, fumettista italiano († 2016)
- 1934 - Emilio Ostorero, pilota motociclistico italiano († 2023)
- 1934 - Robert Towne, sceneggiatore, regista e produttore cinematografico statunitense († 2024)
- 1934 - Gerald J. Toomer, storico e storico della scienza britannico
- 1935 - Bruno Bruni, pittore italiano
- 1935 - Steve Burtenshaw, calciatore e allenatore di calcio inglese († 2022)
- 1935 - Dan Marțian, politico rumeno († 2002)
- 1935 - Paolo Dell'Oro, fisico e scrittore italiano († 2015)
- 1935 - Dean Gallo, politico statunitense († 1994)
- 1935 - Italo Pedroncelli, sciatore alpino e allenatore di sci alpino italiano († 1992)
- 1935 - Egon Steuer, ex cestista e allenatore di pallacanestro slovacco
- 1935 - Mari Törőcsik, attrice ungherese († 2021)
- 1935 - Vladislav Nikolaevič Volkov, cosmonauta sovietico († 1971)
- 1936 - Robert Barnard, scrittore britannico († 2013)
- 1936 - Frank Caprio, giudice statunitense
- 1936 - Steve Landesberg, attore e comico statunitense († 2010)
- 1936 - George Lee, ex cestista e allenatore di pallacanestro statunitense
- 1936 - Nevio Piscione, politico italiano († 2017)
- 1936 - Hanspeter Stocker, ex calciatore svizzero
- 1937 - Richie Adubato, allenatore di pallacanestro statunitense
- 1937 - Jim Furnell, ex calciatore inglese
- 1937 - Peter Lakota, ex sciatore alpino sloveno
- 1937 - Karl Mildenberger, pugile tedesco († 2018)
- 1937 - Karol Modzelewski, storico, attivista e politico polacco († 2019)
- 1938 - Herbert Achternbusch, regista e sceneggiatore tedesco († 2022)
- 1938 - André Kabile, ex calciatore francese
- 1938 - Johnny MacLeod, ex calciatore scozzese
- 1938 - Antonio Monguzzi, allenatore di calcio e ex calciatore italiano
- 1938 - Mario Viganò, cardiochirurgo e politico italiano
- 1939 - Nicola Conci, direttore di coro, compositore e musicista italiano
- 1939 - Betty Everett, cantante statunitense († 2001)
- 1939 - Romano Ferrauto, politico italiano
- 1939 - Gao Fengwen, calciatore e allenatore di calcio cinese († 2020)
- 1939 - Maria Gladys, attrice, ballerina e showgirl brasiliana
- 1939 - Barry Spikings, produttore cinematografico britannico
- 1940 - Wolfgang Barthels, ex calciatore tedesco orientale
- 1940 - Vanni Clodomiro, storico italiano
- 1940 - Vittorio De Sisti, regista italiano († 2006)
- 1940 - Carlo Dell'Aringa, economista e politico italiano († 2018)
- 1940 - Ottorino Gurgo, giornalista e saggista italiano
- 1940 - Owe Jonsson, velocista svedese († 1962)
- 1940 - Raffaella La Crociera, poetessa italiana († 1954)
- 1940 - Gösta Pettersson, ex ciclista su strada e pistard svedese
- 1940 - Gino Santercole, cantautore, compositore e attore italiano († 2018)
- 1940 - Guillermo Saucedo, ex schermidore argentino
- 1941 - Eugenia Foligatti, cantante italiana
- 1941 - Gewargis III, arcivescovo cristiano orientale iracheno
- 1941 - Derek Mahon, poeta irlandese († 2020)
- 1941 - Alan Mullery, ex calciatore e allenatore di calcio inglese
- 1941 - Franco Nero, attore e regista italiano
- 1941 - Juan Trigos Senties, romanziere, drammaturgo e critico letterario messicano
- 1942 - Susan Anspach, attrice statunitense († 2018)
- 1942 - Gian Franco Campobasso, giurista italiano († 2003)
- 1942 - Roberta Kelly, cantante statunitense
- 1942 - Sergio Ottolina, velocista e bobbista italiano († 2023)
- 1942 - Gary Turner, cestista statunitense († 2023)
- 1943 - Günther Beckstein, politico tedesco
- 1943 - Jeannie Bell, attrice e modella statunitense
- 1943 - Eberhard Feik, attore tedesco († 1994)
- 1943 - Aldo Giovanni Ricci, scrittore, storico e pubblicista italiano
- 1943 - Petar Skansi, cestista e allenatore di pallacanestro jugoslavo († 2022)
- 1944 - Joe Eszterhas, sceneggiatore, giornalista e saggista ungherese
- 1944 - Elfriede Gaeng, regista, sceneggiatrice e scrittrice italiana
- 1944 - Svitlana Kračevska, ex pesista sovietica
- 1944 - Laurel L. Wilkening, astrofisica statunitense († 2019)
- 1944 - Peter Lindbergh, fotografo tedesco († 2019)
- 1944 - Christopher Rush, scrittore e insegnante scozzese
- 1944 - James Toback, sceneggiatore, regista e giornalista statunitense
- 1945 - Assi Dayan, attore, sceneggiatore e regista israeliano († 2014)
- 1945 - Jim Doyle, politico statunitense
- 1945 - Gunnar Jervill, ex arciere svedese
- 1945 - Elisabeth Leonskaja, pianista georgiana
- 1945 - Dennis Nilsen, serial killer britannico († 2018)
- 1945 - Tony Pond, pilota di rally britannico († 2002)
- 1945 - Anselmo Silvino, ex sollevatore italiano
- 1945 - Lorenzo Venezia, politico italiano
- 1945 - Carole Waters, ex cestista australiana
- 1946 - Maria Teresa Bassa Poropat, politica italiana
- 1946 - Ankie Broekers-Knol, politica olandese
- 1946 - Ludwig Bründl, ex calciatore tedesco occidentale
- 1946 - Vincenzo Canelli, politico italiano
- 1946 - Grazia Francescato, giornalista e attivista italiana
- 1946 - Giōrgos Koudas, ex calciatore greco
- 1946 - Frans Mintjens, ex ciclista su strada belga
- 1946 - Joseph Serge Miot, arcivescovo cattolico haitiano († 2010)
- 1946 - Lucio Mongardi, calciatore italiano († 2001)
- 1946 - Michele Pennisi, arcivescovo cattolico italiano
- 1946 - Bobby Rush, politico e attivista statunitense
- 1946 - Ray Telford, ex calciatore inglese
- 1946 - Carlo Vincenti, artista e poeta italiano († 1978)
- 1946 - Élisabeth Wiener, attrice e doppiatrice francese
- 1947 - Chris Bachofner, ex calciatore olandese
- 1947 - Nel Bos, nuotatrice olandese
- 1947 - Ermavilo, paroliere, doppiatore e cantante italiano († 2021)
- 1947 - Giancarlo Cruder, politico italiano
- 1947 - Alice Harris, linguista statunitense
- 1947 - Pablo Montes, velocista cubano († 2008)
- 1947 - Donato Radogna, allenatore di pallavolo e dirigente sportivo italiano
- 1947 - George Reynolds, ex cestista statunitense
- 1947 - Toshirō Sakai, ex tennista giapponese
- 1948 - Bonfoh Abass, politico togolese († 2021)
- 1948 - Aldo Bentini, ex pugile italiano
- 1948 - Ian Hodder, archeologo britannico
- 1948 - Dominique-France Loeb-Picard, principessa francese
- 1948 - Luciano Savian, ex calciatore italiano
- 1948 - Carlo Sbordone, matematico italiano
- 1948 - Gabriele Seyfert, ex pattinatrice artistica su ghiaccio tedesca
- 1948 - Bruce Vilanch, sceneggiatore, compositore e attore statunitense
- 1948 - Zoë Wicomb, scrittrice e critica letteraria sudafricana
- 1948 - Frank Worthington, calciatore inglese († 2021)
- 1949 - Gilles Delaigue, ex rugbista a 15 francese
- 1949 - Horst Dröse, hockeista su prato tedesco
- 1949 - Marcia Griffiths, cantante giamaicana
- 1949 - Gayl Jones, scrittrice, poetessa e drammaturga statunitense
- 1949 - Olle Nordin, allenatore di calcio e ex calciatore svedese
- 1949 - Alan Paul, cantante, compositore e arrangiatore statunitense
- 1949 - Leonard Shaw, tastierista, polistrumentista e compositore canadese
- 1949 - Eric Van Rompuy, politico belga
- 1949 - Jerry Ver Dorn, attore statunitense († 2022)
- 1950 - Svetla Ocetova, ex canottiera bulgara
- 1950 - Guy Santy, ex ciclista su strada francese
- 1950 - Chuck Schumer, politico statunitense
- 1950 - Elsa Signorino, politica italiana
- 1951 - René Charrier, ex calciatore francese
- 1951 - Enrico Fierro, giornalista e scrittore italiano († 2021)
- 1951 - Maik Galakos, allenatore di calcio e ex calciatore greco
- 1951 - Aaron Norris, regista, produttore cinematografico e produttore televisivo statunitense
- 1951 - David Rappaport, attore inglese († 1990)
- 1951 - Clemente Rolón, ex calciatore paraguaiano
- 1952 - Valère Billen, allenatore di calcio belga
- 1952 - B.J. Crosby, attrice e cantante statunitense († 2015)
- 1952 - Vito Damiano, generale e politico italiano
- 1952 - Edoardo Fornaciari, fotografo e fotoreporter italiano
- 1952 - Sharon O'Neill, cantautrice neozelandese
- 1952 - Gianfilippo Pedote, produttore cinematografico italiano
- 1952 - Nico Rohmann, ex calciatore lussemburghese
- 1952 - Gabriel Yorke, attore statunitense
- 1952 - Yoshiaki Ōshima, astronomo giapponese
- 1953 - Mauro Amenta, allenatore di calcio e ex calciatore italiano
- 1953 - Boris Bandov, ex calciatore jugoslavo
- 1953 - Beverley Bland, ex cestista canadese
- 1953 - Francis Cabrel, cantautore e chitarrista francese
- 1953 - Dan Crawford, ex arbitro di pallacanestro statunitense
- 1953 - George DelHoyo, attore uruguaiano
- 1953 - Debbie Dingell, politica statunitense
- 1953 - Bernard Foccroulle, organista, compositore e direttore d'orchestra belga
- 1953 - Fulvio Follegot, politico italiano († 2015)
- 1953 - Marcel Tinazzi, ciclista su strada francese
- 1953 - Lloyd Walton, ex cestista statunitense
- 1953 - Johan de Meij, compositore, direttore d'orchestra e trombonista olandese
- 1954 - Ross Brawn, ingegnere e dirigente sportivo britannico
- 1954 - Bruce Hornsby, tastierista, polistrumentista e cantante statunitense
- 1954 - Robert Mösching, ex saltatore con gli sci svizzero
- 1954 - Aavo Pikkuus, ex ciclista su strada estone
- 1954 - Elizabeth Savalla, attrice brasiliana
- 1954 - Larry Wright, ex cestista e allenatore di pallacanestro statunitense
- 1955 - Harolyn Blackwell, soprano statunitense
- 1955 - Manuel Botubot, ex calciatore spagnolo
- 1955 - Massimo Calearo Ciman, imprenditore e ex politico italiano
- 1955 - Peter Douglas, produttore cinematografico, regista e direttore della fotografia statunitense
- 1955 - Ludovico Einaudi, compositore e pianista italiano
- 1955 - Danilo Ferrari, allenatore di calcio e ex calciatore italiano
- 1955 - Milan Figala, hockeista su ghiaccio e allenatore di hockey su ghiaccio cecoslovacco († 2000)
- 1955 - Kōnstantinos Kouīs, allenatore di calcio e ex calciatore greco
- 1955 - Mary Landrieu, politica statunitense
- 1955 - Mariele Millowitsch, attrice tedesca
- 1955 - Sofie Petersen, vescova luterana groenlandese
- 1955 - Patricia Pilchard, conduttrice televisiva, modella e annunciatrice televisiva italiana
- 1956 - Adokiye Amiesimaka, ex calciatore nigeriano
- 1956 - Javier Cárdenas, calciatore messicano († 2022)
- 1956 - Chiara Castellani, medico e missionaria italiana
- 1956 - Maurizio Cavazzini, ex calciatore italiano
- 1956 - André De Biase, attore brasiliano
- 1956 - Cal Dodd, doppiatore irlandese
- 1956 - Nardu Farrugia, ex calciatore maltese
- 1956 - Fernando Fiorillo, ex calciatore colombiano
- 1956 - Shane Gould, ex nuotatrice australiana
- 1956 - Kathy Kuykendall, ex tennista statunitense
- 1956 - Bob Newton, ex calciatore inglese
- 1956 - Thales Pan Chacon, attore, danzatore e coreografo brasiliano († 1997)
- 1956 - Bruno Pischedda, saggista e scrittore italiano
- 1956 - Nikolaj Sidorov, ex velocista sovietico
- 1957 - Martina Bischof, ex canoista tedesca
- 1957 - William Kaelin Jr., medico statunitense
- 1957 - Francis Kalist, arcivescovo cattolico indiano
- 1957 - Carol Menken-Schaudt, ex cestista statunitense
- 1957 - Virginia Pérez, ex cestista cubana
- 1957 - Mark Radice, tastierista e cantante statunitense
- 1957 - Andrew Toney, ex cestista statunitense
- 1958 - Andrea Barducci, politico italiano
- 1958 - Johnie Cooks, giocatore di football americano statunitense († 2023)
- 1958 - Enrico Di Giuseppantonio, politico italiano
- 1958 - Frank Johnson, ex cestista e allenatore di pallacanestro statunitense
- 1958 - Gabriele Morganti, allenatore di calcio e ex calciatore italiano
- 1958 - Kenny Scharf, artista statunitense
- 1958 - Paola Staccioli, scrittrice e attivista italiana († 2021)
- 1959 - Maxwell Caulfield, attore scozzese
- 1959 - Udo Degener, compositore di scacchi e poeta tedesco
- 1959 - Dominique Dunne, attrice statunitense († 1982)
- 1959 - Eva Hlaváčová, ex cestista cecoslovacca
- 1959 - Gioacchino La Barbera, mafioso e collaboratore di giustizia italiano
- 1959 - Franco Ribaudo, politico italiano
- 1959 - Eduardo Risso, fumettista argentino
- 1959 - Marija Tonković, ex cestista jugoslava
- 1960 - Nico Broeckaert, ex calciatore belga
- 1960 - Mario Faccenda, dirigente sportivo e ex calciatore italiano
- 1960 - Jan Romeo Pawłowski, arcivescovo cattolico polacco
- 1960 - Caterina Pes, politica italiana
- 1960 - Donato Sbodio, attore, doppiatore e direttore del doppiaggio italiano
- 1961 - Keith Ablow, psichiatra e giornalista statunitense
- 1961 - Fabio Barchitta, pilota motociclistico italiano
- 1961 - Diego Brasioli, diplomatico italiano
- 1961 - Anton Coșa, vescovo cattolico rumeno
- 1961 - Edward Mark Lohse, vescovo cattolico statunitense
- 1961 - Steve MacKenzie, allenatore di calcio e ex calciatore inglese
- 1961 - Enrico Piccioni, allenatore di calcio e ex calciatore italiano
- 1961 - Masamune Shirow, fumettista giapponese
- 1961 - Marco de Waard, ex cestista olandese
- 1961 - Thomas Zehetmair, violinista e direttore d'orchestra austriaco
- 1962 - Slim Belkhodja, scacchista tunisino
- 1962 - Alessio Bertallot, conduttore radiofonico, cantante e disc jockey italiano
- 1962 - Andrea Blackwell, ex cestista canadese
- 1962 - Keld Bordinggaard, allenatore di calcio e ex calciatore danese
- 1962 - Carlinhos Brown, cantante, compositore e percussionista brasiliano
- 1962 - Nicolás Maduro, politico e sindacalista venezuelano
- 1962 - Philippe Renaud, ex canoista francese
- 1963 - Marco Aurélio Pegolo dos Santos, ex cestista brasiliano
- 1963 - Giovanni Sala, pilota motociclistico italiano
- 1963 - Gwynne Shotwell, imprenditrice statunitense
- 1963 - Yoshino Takamori, doppiatrice giapponese
- 1964 - Steve Alford, ex cestista e allenatore di pallacanestro statunitense
- 1964 - Godfrey Kiprotich, ex maratoneta keniota
- 1964 - Paolo Marchese, doppiatore e attore italiano
- 1964 - Sharon Marley, cantautrice giamaicana
- 1964 - Lars Myrberg, ex pugile svedese
- 1964 - Kurt Russ, allenatore di calcio e ex calciatore austriaco
- 1964 - Frank Rutherford, ex triplista bahamense
- 1964 - Carlo A. Sigon, regista e sceneggiatore italiano
- 1964 - Daniel Snyder, imprenditore e dirigente sportivo statunitense
- 1964 - John L. Williams, ex giocatore di football americano statunitense
- 1965 - Neil Adams, ex calciatore e allenatore di calcio inglese
- 1965 - Marcel Beyer, scrittore, poeta e traduttore tedesco
- 1965 - Don Frye, artista marziale misto, wrestler e attore statunitense
- 1965 - Rodion Gataullin, ex astista russo
- 1965 - Jennifer Michael Hecht, saggista, poetessa e giornalista statunitense
- 1965 - Christopher Jarzynski, fisico statunitense
- 1965 - Francisco Carlos Novaes, ex giocatore di calcio a 5 brasiliano
- 1965 - Rodrigo Prieto, direttore della fotografia messicano
- 1965 - Sergio Vázquez, ex calciatore argentino
- 1965 - Franz Wiegele, ex saltatore con gli sci austriaco
- 1966 - Vincent Cassel, attore, produttore cinematografico e doppiatore francese
- 1966 - Kevin Gallacher, ex calciatore scozzese
- 1966 - Michelle Gomez, attrice britannica
- 1966 - Koby Israelite, polistrumentista, compositore e produttore discografico israeliano
- 1966 - Kim Young-hyun, sceneggiatrice sudcoreana
- 1966 - Giuseppe Paolin, politico italiano
- 1966 - Antonia Salzano, scrittrice italiana
- 1966 - Jamal Taha, allenatore di calcio e ex calciatore egiziano
- 1966 - Markku Uusipaavalniemi, giocatore di curling finlandese
- 1966 - Russell Watson, tenore inglese
- 1967 - Francesco Cinquemani, giornalista, sceneggiatore e regista italiano († 2024)
- 1967 - Christophe Cocard, ex calciatore francese
- 1967 - Maurizio Filardo, compositore e direttore d'orchestra italiano
- 1967 - John Curtis Iffert, vescovo cattolico statunitense
- 1967 - Gary Kirsten, crickettista sudafricano
- 1967 - Salli Richardson, attrice e regista statunitense
- 1967 - Petr Treml, ex cestista e allenatore di pallacanestro ceco
- 1968 - Miloš Babić, ex cestista jugoslavo
- 1968 - Florido Barale, ex ciclista su strada italiano
- 1968 - Brennan Brown, attore statunitense
- 1968 - François-Xavier Bustillo, cardinale, vescovo cattolico e francescano spagnolo
- 1968 - Gert Peter de Gunst, allenatore di calcio e ex calciatore olandese
- 1968 - Nicolas König, attore e doppiatore tedesco
- 1969 - Massimo Allevi, ex astista italiano
- 1969 - Olivier Beretta, pilota automobilistico monegasco
- 1969 - Gong Xiaobin, ex cestista e allenatore di pallacanestro cinese
- 1969 - Byron Moreno, ex arbitro di calcio ecuadoriano
- 1969 - Robin Padilla, politico e attore filippino
- 1969 - Mohamed Suleiman, ex mezzofondista qatariota
- 1970 - Brandon Boyce, attore e sceneggiatore statunitense
- 1970 - Ángel Caballero, ex cestista cubano
- 1970 - Oded Fehr, attore e doppiatore israeliano
- 1970 - Danny Hoch, attore statunitense
- 1970 - Teresa Mannino, comica, attrice e conduttrice televisiva italiana
- 1970 - Massimo Marchiori, matematico e informatico italiano
- 1970 - Federico Mollicone, politico italiano
- 1970 - Karsten Müller, scacchista tedesco
- 1970 - Luca Palanca, ex arbitro di calcio italiano
- 1971 - Khalid Al-Muwallid, ex calciatore saudita
- 1971 - Ashraf Amaya, ex cestista statunitense
- 1971 - Lisa Arch, attrice statunitense
- 1971 - Vin Baker, ex cestista e allenatore di pallacanestro statunitense
- 1971 - David Bettoni, allenatore di calcio e ex calciatore francese
- 1971 - Sean Casten, politico statunitense
- 1971 - Lesley Fera, attrice statunitense
- 1971 - Frank Giering, attore tedesco († 2010)
- 1971 - Chris Hardwick, comico, attore e doppiatore statunitense
- 1971 - Jason Kavanagh, ex calciatore inglese
- 1971 - Beto Naveda, ex calciatore argentino
- 1971 - Timothy Sheader, regista teatrale e direttore artistico britannico
- 1971 - Yu Yeong-ju, ex cestista sudcoreana
- 1972 - Chris Adler, batterista statunitense
- 1972 - Veronica Avluv, attrice pornografica statunitense
- 1972 - Kurupt, rapper e produttore discografico statunitense
- 1972 - Alf-Inge Håland, ex calciatore norvegese
- 1972 - Helen Cristina Santos Luz, ex cestista brasiliana
- 1972 - Tonči Martić, ex calciatore croato
- 1972 - Antonio Orozco, cantante e compositore spagnolo
- 1973 - Cho Hyun-doo, ex calciatore sudcoreano
- 1973 - Afo Dodoo, ex calciatore ghanese
- 1973 - Indrit Fortuzi, ex calciatore albanese
- 1973 - Grégory Malicki, ex calciatore francese
- 1973 - Kieran O'Brien, attore britannico
- 1973 - Evans Wise, ex calciatore trinidadiano
- 1973 - Claudia Zwiers, ex judoka olandese
- 1974 - Alessandro Alunni Bravi, dirigente sportivo italiano
- 1974 - Emanuela Corda, politica italiana
- 1974 - Sylvain Freiholz, ex saltatore con gli sci svizzero
- 1974 - Juventud Guerrera, wrestler messicano
- 1974 - Saku Koivu, ex hockeista su ghiaccio finlandese
- 1974 - Igors Korabļovs, ex calciatore e allenatore di calcio lettone
- 1974 - Johanna Martes Vidal, conduttrice televisiva dominicana
- 1974 - Nathan O'Neill, ciclista su strada e pistard australiano
- 1974 - Raffaella Paita, politica italiana
- 1974 - Stefano Polesel, ex calciatore e allenatore di calcio italiano
- 1974 - Alessandro Rinaldi, ex calciatore italiano
- 1974 - Malik Rose, ex cestista e dirigente sportivo statunitense
- 1974 - Eddy Serri, ex ciclista su strada italiano
- 1974 - Tora Suber, ex cestista e allenatrice di pallacanestro statunitense
- 1975 - Francesco Albanese, attore e regista italiano
- 1975 - Cristian Ciocoiu, ex calciatore rumeno
- 1975 - Sándor Fülep, pentatleta ungherese
- 1975 - Nada Kawar, ex pesista e discobola giordana
- 1975 - Wiley Nickel, politico statunitense
- 1975 - Daniele Orsato, ex arbitro di calcio italiano
- 1976 - Matteo Bruni, funzionario britannico
- 1976 - Cüneyt Çakır, ex arbitro di calcio turco
- 1976 - Takayuki Chano, ex calciatore giapponese
- 1976 - Chiril Gaburici, politico e imprenditore moldavo
- 1976 - Page Kennedy, attore, comico e rapper statunitense
- 1976 - Antonia Lofaso, cuoca statunitense
- 1976 - Tommy Stenersen, ex calciatore norvegese
- 1977 - Jiro Akiyama, giocatore di go giapponese
- 1977 - Christopher Amott, chitarrista svedese
- 1977 - Rodrigo Astudillo, ex calciatore argentino
- 1977 - Frederik Cherono, maratoneta keniota
- 1977 - Lateef Crowder, attore, artista marziale e stuntman brasiliano
- 1977 - Jean-Baptiste Élissalde, ex rugbista a 15 e allenatore di rugby a 15 francese
- 1977 - Fabrizio Fontanive, ex hockeista su ghiaccio italiano
- 1977 - Ivan Ivanišević, scacchista serbo
- 1977 - Marta Leonori, politica italiana
- 1977 - Abel Lobatón, ex calciatore peruviano
- 1977 - Emanuele Prisco, funzionario e politico italiano
- 1977 - Ali Samereh, ex calciatore iraniano
- 1978 - Sergio Algozzino, fumettista italiano
- 1978 - Edward David Burt, politico britannico
- 1978 - Destin Daniel Cretton, regista, sceneggiatore e produttore cinematografico statunitense
- 1978 - Joachim Fischer Nielsen, giocatore di badminton danese
- 1978 - Nikolaj Jaskov, pentatleta russo
- 1978 - Johnson Macabá, ex calciatore angolano
- 1978 - Alison Mosshart, cantante e chitarrista statunitense
- 1978 - Kayvan Novak, attore britannico
- 1978 - Robert Sassone, pistard e ciclista su strada francese († 2016)
- 1978 - Fredrik Sterner, ex snowboarder svedese
- 1978 - Nadežda Torlopova, pugile russa
- 1978 - Tote, ex calciatore spagnolo
- 1978 - Terrence Trammell, ex ostacolista e velocista statunitense
- 1978 - Raman Vasiljuk, ex calciatore bielorusso
- 1978 - Shanmugam Venkatesh, allenatore di calcio e ex calciatore indiano
- 1979 - Janine Belton, ex nuotatrice britannica
- 1979 - Kelly Brook, modella, attrice e conduttrice televisiva britannica
- 1979 - Thomas Gaardsøe, ex calciatore danese
- 1979 - Teresa Gabriele, ex cestista canadese
- 1979 - Ivica Kostelić, ex sciatore alpino croato
- 1979 - Ararat Mirzoyan, politico e giornalista armeno
- 1979 - Nihat Kahveci, ex calciatore turco
- 1979 - Jonathan Sadowski, attore statunitense
- 1979 - David Sauget, ex calciatore francese
- 1979 - Scott Shanle, ex giocatore di football americano statunitense
- 1980 - Alessandro Degasperi, triatleta italiano
- 1980 - Vernard Hollins, ex cestista statunitense
- 1980 - Paulie Malignaggi, ex pugile statunitense
- 1980 - Kirk Penney, ex cestista neozelandese
- 1980 - Dino Toppmöller, allenatore di calcio e ex calciatore tedesco
- 1981 - Daniel Baldi, ex calciatore e scrittore uruguaiano
- 1981 - Álex Barahona, attore spagnolo
- 1981 - Nick Carle, ex calciatore australiano
- 1981 - Clément Ducol, compositore francese
- 1981 - Yorgen Fenech, imprenditore maltese
- 1981 - Stefan Groothuis, pattinatore di velocità su ghiaccio olandese
- 1981 - Luis Henríquez, calciatore panamense
- 1981 - Will Hesmer, ex calciatore statunitense
- 1981 - Kalle Karlsson, allenatore di calcio e giornalista svedese
- 1981 - César Pereyra, ex calciatore argentino
- 1981 - Nelson Ramos, ex calciatore colombiano
- 1981 - Marcos de Azevedo, ex calciatore brasiliano
- 1982 - Colby Armstrong, ex hockeista su ghiaccio canadese
- 1982 - Neil Danns, allenatore di calcio e ex calciatore guyanese
- 1982 - Tom Denney, produttore discografico, compositore e chitarrista statunitense
- 1982 - Saïd Haddou, ex ciclista su strada e ex pistard francese
- 1982 - Håvard Hegre, ex giocatore di calcio a 5 e ex calciatore norvegese
- 1982 - Jennifer Joines, ex pallavolista e allenatrice di pallavolo statunitense
- 1982 - Georgi Joseph, cestista francese
- 1982 - Christopher Megaloudis, ex calciatore statunitense
- 1982 - Daniel Ola, ex calciatore ghanese
- 1982 - Frank Omiyale, giocatore di football americano statunitense
- 1982 - Phùng Văn Nhiên, calciatore vietnamita
- 1982 - Asafa Powell, ex velocista giamaicano
- 1982 - Shin Sung-rok, attore sudcoreano
- 1983 - Nasser Al-Shamrani, ex calciatore saudita
- 1983 - Rodrigo Alvim, ex calciatore brasiliano
- 1983 - Andrea Chessa, fantino italiano
- 1983 - Kevin Clancy, arbitro di calcio scozzese
- 1983 - Gastón Dalmau, attore e cantante argentino
- 1983 - Emma Daumas, cantante francese
- 1983 - Khalefa Ahmed Hamouda, calciatore sudanese
- 1983 - Jeon Da-hye, ex pattinatrice di short track sudcoreana
- 1983 - Alain Koffi, cestista ivoriano
- 1983 - Marjan Manfreda, ex hockeista su ghiaccio sloveno
- 1983 - Thomas Pridgen, batterista statunitense
- 1983 - Kamilla Rytter Juhl, giocatrice di badminton danese
- 1983 - Blažej Vaščák, calciatore slovacco
- 1983 - Panupong Wongsa, calciatore thailandese
- 1984 - BJ the Chicago Kid, cantante statunitense
- 1984 - Ibrahima Ba, ex calciatore senegalese
- 1984 - Ariel Clark, attore statunitense († 2007)
- 1984 - Lucas Grabeel, showman, attore e doppiatore statunitense
- 1984 - Ebony Mystique, attrice pornografica statunitense
- 1984 - Manuel Jamuana, calciatore angolano
- 1984 - Sara Lawrence, modella giamaicana
- 1984 - Emmanuel Lucenti, judoka argentino
- 1984 - Giulia Narduolo, politica italiana
- 1984 - Nicola Pavin, rugbista a 15 italiano
- 1984 - Adrianne Ross, ex cestista statunitense
- 1984 - Justin Turner, giocatore di baseball statunitense
- 1985 - Viktor An, ex pattinatore di short track sudcoreano
- 1985 - Scott Brash, cavaliere britannico
- 1985 - Wiktor Chabel, canottiere polacco
- 1985 - Bastien Dechepy, arbitro di calcio francese
- 1985 - Aleš Hruška, ex calciatore ceco
- 1985 - Milan Kopic, ex calciatore ceco
- 1985 - Dennis Kuipers, pilota di rally olandese
- 1985 - Alan Sánchez, ex calciatore argentino
- 1985 - Mike Tolbert, ex giocatore di football americano statunitense
- 1985 - Jevgenij Šuklin, canoista lituano
- 1986 - Alejandro Alfaro, ex calciatore spagnolo
- 1986 - Ivan Bandalovski, ex calciatore bulgaro
- 1986 - José María Cases, ex calciatore spagnolo
- 1986 - Sameh Derbali, ex calciatore tunisino
- 1986 - Maria Teresa Gargano, ex ginnasta italiana
- 1986 - Courtney Greene, ex giocatore di football americano statunitense
- 1986 - Ricky Jean-Francois, giocatore di football americano statunitense
- 1986 - Ioanna Koutsou, taekwondoka greca
- 1986 - Vladyslav Kryklij, politico ucraino
- 1986 - Toño Ramírez, calciatore spagnolo
- 1986 - Marcos Ovejero, calciatore argentino
- 1986 - Andrea Paolucci, ex calciatore italiano
- 1986 - Alexandra Rosenfeld, modella francese
- 1986 - Cristian Sârghi, ex calciatore rumeno
- 1986 - Luigi Scaglia, calciatore italiano
- 1987 - Cascade Brown, attrice britannica
- 1987 - Byun Chun-sa, pattinatrice di short track sudcoreana
- 1987 - Nicklas Bäckström, hockeista su ghiaccio svedese
- 1987 - Ekaterina Dimitrova, ex cestista bulgara
- 1987 - Brian Graham, calciatore e allenatore di calcio scozzese
- 1987 - Alban Hoxha, calciatore albanese
- 1987 - Kim Dae-wook, calciatore sudcoreano
- 1987 - Ryan Lane, attore statunitense
- 1987 - Mary Jean Lastimosa, modella filippina
- 1987 - Gerald Lee, ex cestista statunitense
- 1987 - Ma Jae-yoon, videogiocatore sudcoreano
- 1987 - Mina Markovič, arrampicatrice slovena
- 1987 - Matteo Nodari, hockeista su ghiaccio svizzero
- 1987 - Snooki, personaggio televisivo statunitense
- 1987 - Nuno Miguel Prata Coelho, ex calciatore portoghese
- 1987 - Kasia Struss, supermodella polacca
- 1987 - Reyare Thomas, velocista trinidadiana
- 1988 - Billy Bakker, hockeista su prato olandese
- 1988 - Anton Bubnoŭ, ex calciatore bielorusso
- 1988 - Alessandro Di Somma, ex pallanuotista italiano
- 1988 - Jens Keukeleire, ex ciclista su strada belga
- 1988 - Maks Korž, cantante e rapper bielorusso
- 1988 - Dmytro L'opa, calciatore ucraino
- 1988 - Luca Massimi, arbitro di calcio italiano
- 1988 - Sebastian Nachreiner, ex calciatore tedesco
- 1988 - Orhan Ovacıklı, calciatore turco
- 1988 - Janko Sandanski, ex calciatore bulgaro
- 1988 - Sarah Schermerhorn, ex pallavolista statunitense
- 1988 - Andrew Talansky, triatleta e ex ciclista su strada statunitense
- 1988 - Keith Thurman, pugile statunitense
- 1988 - Antonio Šančić, tennista croato
- 1989 - Sara Baggioli, ex cestista italiana
- 1989 - Timotej Dodlek, calciatore sloveno
- 1989 - Margot van Geffen, hockeista su prato olandese
- 1989 - Matthew Hayward, ex sciatore freestyle canadese
- 1989 - Steven Marshall, pallavolista canadese
- 1989 - Sergio Nápoles, ex calciatore messicano
- 1989 - Ross Redman, calciatore nordirlandese
- 1989 - Jesse Root, hockeista su ghiaccio statunitense
- 1989 - Jonathan Routledge, ex calciatore inglese
- 1989 - Ross Stripling, giocatore di baseball statunitense
- 1989 - Coron Williams, ex cestista statunitense
- 1990 - Gennifer Brandon, ex cestista statunitense
- 1990 - Choi Soo-yeon, schermitrice sudcoreana
- 1990 - Maxime Courby, cestista francese
- 1990 - Gregory Echenique, cestista venezuelano
- 1990 - Alandise Harris, ex cestista statunitense
- 1990 - Antoine Hoppenot, ex calciatore statunitense
- 1990 - Shaun Hutchinson, calciatore inglese
- 1990 - Alëna Leonova, ex pattinatrice artistica su ghiaccio russa
- 1990 - Vinicius Miller, ex calciatore brasiliano
- 1990 - Michael Ngadeu-Ngadjui, calciatore camerunese
- 1990 - Kaia Wøien Nicolaisen, ex biatleta norvegese
- 1990 - Chris O'Hare, mezzofondista britannico
- 1990 - Tiago Mesquita, calciatore portoghese
- 1990 - Christopher Quiring, ex calciatore tedesco
- 1990 - Carlos Ross, calciatore cileno
- 1990 - Jerry Sitoe, ex calciatore mozambicano
- 1990 - Maurizio Tassone, cestista italiano
- 1990 - Maria Udrea, schermitrice rumena
- 1991 - Stéphane Abaul, calciatore francese
- 1991 - Bartolomeu Jacinto Quissanga, calciatore angolano
- 1991 - Christian Cueva, calciatore peruviano
- 1991 - Marco Ehrenfried, ex giocatore di football americano tedesco
- 1991 - Moryké Fofana, calciatore ivoriano
- 1991 - Kōhei Isa, calciatore giapponese
- 1991 - Marko Jeremić, cestista serbo
- 1991 - Beka Lomtadze, lottatore georgiano
- 1991 - Jamal Maroof, calciatore emiratino
- 1991 - Ruslan Mingazow, calciatore turkmeno
- 1991 - Achille Polonara, cestista italiano
- 1991 - Walt Powell, giocatore di football americano statunitense
- 1991 - Facu Regalia, pilota automobilistico argentino
- 1991 - Caraun Reid, giocatore di football americano statunitense
- 1991 - Claudio Stecchi, astista italiano
- 1991 - Andik Vermansyah, calciatore indonesiano
- 1991 - Spencer Ware, giocatore di football americano statunitense
- 1991 - Willian José, calciatore brasiliano
- 1991 - Hermenegildo da Costa Paulo Bartolomeu, calciatore angolano
- 1992 - Juan Agudelo, calciatore colombiano
- 1992 - Yuniesky Bouly, ex cestista cubana
- 1992 - Sean Brady, artista marziale misto statunitense
- 1992 - Miley Cyrus, cantautrice e attrice statunitense
- 1992 - Fabián Andrés González Lasso, calciatore colombiano
- 1992 - Randy Gregory, giocatore di football americano statunitense
- 1992 - Gabriel Landeskog, hockeista su ghiaccio svedese
- 1992 - Anna Marno, ex sciatrice alpina statunitense
- 1992 - Mimi Mercedez, rapper e cantante serba
- 1992 - Roi Mishpati, calciatore israeliano
- 1992 - Stefan Petković, ex cestista svizzero
- 1992 - Ketsada Souksavanh, calciatore laotiano
- 1992 - Mychajlo Zvaryč, giocatore di calcio a 5 ucraino
- 1993 - Hacı Əhmədov, ex calciatore azero
- 1993 - Cheikhou Dieng, calciatore senegalese
- 1993 - Kevin Londoño, calciatore colombiano
- 1993 - Jean-Baptiste Maille, cestista francese
- 1993 - Jamiro Monteiro, calciatore olandese
- 1993 - Faye Njie, judoka gambiano
- 1993 - Julia Sebastián, nuotatrice argentina
- 1993 - Christian Tabó, calciatore uruguaiano
- 1993 - Tim Patrick, giocatore di football americano statunitense
- 1993 - Nick Williams, giocatore di football americano statunitense
- 1994 - Rayan Yaslam, calciatore emiratino
- 1994 - Souhra Ali Mohamed, mezzofondista gibutiana
- 1994 - Aliyah, wrestler canadese
- 1994 - Capital Bra, rapper russo
- 1994 - Wesley Burns, calciatore gallese
- 1994 - DeAndre Davis, cestista statunitense
- 1994 - Seny Dieng, calciatore senegalese
- 1994 - Chris Harper, ciclista su strada australiano
- 1994 - Arnoud Holierhoek, giocatore di football americano olandese
- 1994 - Julian Jacobs, ex cestista statunitense
- 1994 - Nicola Kollmann, ex calciatore liechtensteinese
- 1994 - Tauatua Lucas, calciatore francese
- 1994 - Bandar Al-Ahbabi, calciatore emiratino
- 1994 - Johnny Mundt, giocatore di football americano statunitense
- 1994 - Joy Ngiaw, compositrice malese
- 1994 - Paulo Otávio, calciatore brasiliano
- 1994 - Aryjan Tjutrin, lottatore russo
- 1994 - Ieva Zarankaitė, discobola e pesista lituana
- 1995 - Brittany Broben, tuffatrice australiana
- 1995 - Oleksandra Bycenko, pallavolista ucraina
- 1995 - Julio César Cruz, calciatore messicano
- 1995 - Ariya Jutanugarn, golfista thailandese
- 1995 - Róbert Kővári, calciatore ungherese
- 1995 - Mogga Lado, cestista sudsudanese
- 1995 - Emma Langley, ciclista su strada britannica
- 1995 - Claudia Roberta Marletta, pallanuotista italiana
- 1995 - Diego Terenzi, cestista italiano
- 1996 - Endri Çekiçi, calciatore albanese
- 1996 - Anna Fernstaedt, skeletonista tedesca
- 1996 - James Maddison, calciatore inglese
- 1996 - Anthony Mathis, cestista statunitense
- 1996 - Robin Maulun, calciatore francese
- 1996 - Fintan McCarthy, canottiere irlandese
- 1996 - Alexis Ren, supermodella statunitense
- 1996 - Justin Skule, giocatore di football americano statunitense
- 1996 - Neen Suwanamas, attrice televisiva thailandese
- 1996 - Norman Vahtra, ciclista su strada estone
- 1997 - Satomi Fukudome, pallavolista giapponese
- 1997 - Marco Kohler, sciatore alpino svizzero
- 1997 - Agustín Ocampo, calciatore uruguaiano
- 1997 - Əli Rəhimzadə, lottatore azero
- 1997 - Aafke Soet, ex ciclista su strada olandese
- 1997 - Jákup Thomsen, calciatore faroese
- 1997 - Yu Zhiying, giocatrice di go cinese
- 1998 - Tereza Beranová, fondista ceca
- 1998 - Damián Cabrera, calciatore uruguaiano
- 1998 - Samuel Chapple, mezzofondista olandese
- 1998 - Roger Ibañez, calciatore brasiliano
- 1998 - Caoimhín Kelleher, calciatore irlandese
- 1998 - Patrick Machado Ferreira, calciatore brasiliano
- 1998 - Laura Nolte, bobbista tedesca
- 1998 - Lydia Pavón, attrice, ballerina e modella spagnola
- 1998 - Bradley Steven Perry, attore statunitense
- 1998 - Ulvi Sadikhov, scacchista azero
- 1998 - Stefano Surdanovic, calciatore austriaco
- 1998 - Iván Tapia, calciatore argentino
- 1998 - Megan Walker, cestista statunitense
- 1999 - Naïs Djouahra, calciatore francese
- 1999 - Valery Fernández, calciatore spagnolo
- 1999 - Asher Jordan, sciatore alpino canadese
- 1999 - Boubacar Kamara, calciatore francese
- 1999 - Klismahn, calciatore brasiliano
- 1999 - Marlie Monserez, pallavolista statunitense
- 1999 - Jake Moody, giocatore di football americano statunitense
- 1999 - Takuya Ogiwara, calciatore giapponese
- 1999 - Tyrone Tracy Jr., giocatore di football americano statunitense
- 1999 - Eva Vedder, tennista olandese
- 2000 - Tolu Arokodare, calciatore nigeriano
- 2000 - Jack Clarke, calciatore inglese
- 2000 - Randy Dwumfour, calciatore ghanese
- 2000 - Hanane Mansouri, politica francese
- 2000 - Yeferson Rodallega, calciatore colombiano

## XXI secolo(21)
- 2001 - Tino Anjorin, calciatore inglese
- 2001 - Gökdeniz Bayrakdar, calciatore turco
- 2001 - Bojan Dimoski, calciatore macedone
- 2001 - Tess Ledeux, sciatrice freestyle francese
- 2001 - Nico Porteous, sciatore freestyle neozelandese
- 2001 - Mateusz Żukowski, calciatore polacco
- 2002 - Brahima Ouattara, calciatore ivoriano
- 2002 - Jonas Sanker, giocatore di football americano statunitense
- 2002 - Enzo Tchato, calciatore francese
- 2002 - Hossein Zamani, calciatore afghano
- 2002 - Anastasija Zolotic, taekwondoka statunitense
- 2003 - Lawrence Agyekum, calciatore ghanese
- 2003 - Xavier Valdez, calciatore statunitense
- 2003 - Rida Zouhir, calciatore canadese
- 2003 - Gonzalo Álvez, calciatore argentino
- 2004 - Marcos Emmanuel Gómez Piñeiro, calciatore uruguaiano
- 2004 - Andrew Hong, scacchista statunitense
- 2004 - Jiří Tuž, fondista ceco
- 2005 - José Nabil Ondo, calciatore equatoguineano
- 2006 - Yudong Wang, calciatore cinese
- 2007 - Serena Di Fabio, marciatrice italiana

## Senza anno specificato(2)
- Papa Clemente IV, papa, arcivescovo cattolico e cardinale francese († 1268)
- Jan Roothaan, gesuita olandese († 1853)